# Росія на літніх Паралімпійських іграх 2008
Результати спортсменів Росії на літніх Паралімпійських іграх 2008 року, що проходили в Пекіні (Китай).